# Odense Teknikum
55°22′23.21″N 10°23′58.69″Ø / 55.3731139°N 10.3996361°Ø
Ingeniørhøjskolen Odense Teknikum var en videregående uddannelsesinstitution indenfor teknik og naturvidenskab, der blev grundlagt i november 1905. Fra 2006 blev Odense Teknikum indfusioneret i Syddansk Universitet og bærer nu navnet Det Tekniske Fakultet.

## Historie
I begyndelsen fandtes der kun én studieretning – i maskinteknik. Undervisningen foregik i Odense Tekniske Skoles bygninger ved Munke Mose i det centrale Odense. I 1960[kilde mangler] flyttede man til nybyggede lokaler på Niels Bohrs Allé i byens sydøstlige udkant tæt ved det daværende Odense Universitet. Med årene var viften af uddannelser blevet kraftigt udbygget.
1. november 2005 fejrede Odense Teknikum sit 100 års jubilæum. Allerede på daværende tidspunkt var en fusion med Syddansk Universitet på tegnebrættet. Fusionen, der blev en realitet i 2006, betød, at Ingeniørhøjskolen Odense Teknikum blev omdannet til Det Tekniske Fakultet ved Syddansk Universitet. Tidligere havde universitetet haft et kombineret naturvidenskabeligt-teknisk fakultet, idet man tilbød ingeniøruddannelser i Sønderborg og Esbjerg, men med fusionen udskilledes det tekniske område som et særskilt fakultet.
Kort før fusionen med Syddansk Universitet havde Odense Teknikum 1800 studerende og 200 ansatte. Ifølge en aftalt plan fra 2008 vil det Tekniske Fakultet på Syddansk Universitet (tidligere Ingeniørhøjskolen Odense Teknikum) fraflytte bygningerne på Niels Bohrs Allé i 2016 til fordel for nogle nye bygninger tættere på universitetets hoved campus. Bygningerne på Niels Bohrs Allé vil efter alt sandsynlighed blive overtaget af University College Lillebælt. 
Henning Andersen var den sidste rektor for Ingeniørhøjskolen Odense Teknikum. Svend Arne Ellemose var den sidste bestyrelsesformand.